# بيتر بيكر (عالم اجتماعي)
بيتر بيكر (بالألمانية: Peter Becker)‏ (و. 1962  م) هو عالم اجتماعي، ومؤرخ، وأستاذ جامعي، وأستاذ مدرسة، وعالم من النمسا، وأستراليا، وألمانيا.

## التعليم
تعلم في جامعة غراتس
.